# Colbert (Georgia)
Colbert – miasto w Stanach Zjednoczonych, w stanie Georgia, w hrabstwie Madison.